# Uncharted: Fight for Fortune
Uncharted: Fight for Fortune è un videogioco di carte del 2012, sviluppato da SCE Bend Studio e One Loop Games e pubblicato da Sony Interactive Entertainment in esclusiva per PlayStation Vita. Si tratta di uno spin-off della celebre saga di videogiochi Uncharted. 
Nel gioco si scontrano due squadre, rappresentate da protagonisti e antagonisti della serie; il giocatore prende il comando di una delle squadre con l'obiettivo di sconfiggere l'avversaria. È presente la possibilità di sbloccare vari artefatti grazie alla connessione con Uncharted: L'abisso d'oro. Il gioco è stato pubblicato tramite PlayStation Store il 4 dicembre 2012 in USA e il 5 dicembre 2012 in Europa.